# Mętno (gromada)
Mętno – dawna gromada, czyli najmniejsza jednostka podziału terytorialnego Polskiej Rzeczypospolitej Ludowej w latach 1954–1972.
Gromady, z gromadzkimi radami narodowymi (GRN) jako organami władzy najniższego stopnia na wsi, funkcjonowały od reformy reorganizującej administrację wiejską przeprowadzonej jesienią 1954 do momentu ich zniesienia z dniem 1 stycznia 1973, tym samym wypierając organizację gminną w latach 1954–1972.
Gromadę Mętno z siedzibą GRN w Mętnie utworzono – jako jedną z 8759 gromad na obszarze Polski – w powiecie chojeńskim w woj. szczecińskim na mocy uchwały nr V/41/54 WRN w Szczecinie z dnia 5 października 1954. W skład jednostki weszły obszary dotychczasowych gromad Mętno i Stoki ze zniesionej gminy Chojna, obszary dotychczasowych gromad Dolsko i Przyjezierze ze zniesionej gminy Moryń oraz obszar dotychczasowej gromady Łukowice ze zniesionej gminy Cedynia w tymże powiecie. Dla gromady ustalono 12 członków gromadzkiej rady narodowej.
31 grudnia 1959 z gromady Mętno wyłączono: a) miejscowość Łukowice, włączając ją do gromady Lubiechów Górny; oraz b) miejscowości Dolsko i Przyjezierze, włączając je do znoszonej gromady Klępicz – w tymże powiecie, po czym gromadę Mętno zniesiono, włączając jej (pozostały) obszar do nowo utworzonej gromady Chojna w tymże powiecie.